# دریا دل (فیلم ۱۹۹۹)
دریا دل (به هندی: Bade Dilwala) یا بزرگوار (به انگلیسی: Magnanimous) فیلمی هندی محصول سال ۱۹۹۹ و به کارگردانی شکیل نورانی است. در این فیلم بازیگرانی همچون سونیل شتی، پریا گل، پارش راوال، آرچانا پوران سینگ، ساتیش کایشیک، رانجیت، راجو کهیر و ساچین خدکار ایفای نقش کرده‌اند.